# Dendrophthoe acacioides
Dendrophthoe acacioides är en tvåhjärtbladig växtart. Dendrophthoe acacioides ingår i släktet Dendrophthoe och familjen Loranthaceae.

## Underarter
Arten delas in i följande underarter:
- D. a. acacioides
- D. a. longifolia